# 마리아 요제파 폰 바이에른 공녀
마리아 요제파 폰 바이에른 공녀(독일어: Maria Josepha von Bayern, 본명: 마리아 요제파 안토니아 발부르가 펠리치타스 레굴라(Maria Josepha Antonia Walburga Felizitas Regula), 1739년 3월 30일 ~ 1767년 5월 28일)는 신성 로마 제국의 황제 요제프 2세의 두 번째 황후이다.
신성 로마 제국의 황제 카를 7세와 마리아 아말리아 사이에서 태어난 일곱 명의 자식들 중 막내딸이다. 1765년 쇤부른 궁전에서 첫 번째 아내 파르마의 이자벨라와 사별한 요제프와 결혼했다. 같은 해 남편의 즉위로, 신성 로마 제국의 황후가 되었으나 2년 만에 후사를 남기지 못한 채 천연두로 요절했다.

## 같이 보기
- 카를 7세
- 마리아 아말리아
- 마리아 테레지아